# غيدو فيلدوسو
غيدو فيلدوسو (مواليد 5 أبريل 1937) هو قائد عسكري بوليفي، شغل منصب رئيس بوليفيا في عام 1982. يحظى بشعبية كبيرة وسط الشعب البوليفي.